# Claudia Fontaine
Claudia Fontaine (26 août 1960 - 13 mars 2018) est une choriste anglaise de Peckham, Londres.

## Carrière
Au cours des années 1980, Fontaine et sa collègue chanteuse Caron Wheeler (en) (et plus tard, la troisième membre Naomi Thompson) sont collectivement connues sous le nom d' Afrodiziak (en).  Elle fait une apparition dans la vidéo des Wheeler, Back to Life (However Do You Want Me) (en), avec Soul II Soul. Elle rejoint un certain nombre de trios rock amateurs, dont Mellow Rose, One Love et True Harmony, avant d'émerger en tant que soliste. En 1981, elle interprète la célèbre chanson d'amour[réf. nécessaire] Natural High.
Elle chante également avec des artistes tels que The Jam, Paul Weller, Elvis Costello et The Attractions, Marilyn (en), Pink Floyd, Madness, Neneh Cherry, The Specials, Heaven 17, Hothouse Flowers et Howard Jones. Fontaine participe aux chœurs sur le single Free Nelson Mandela de The Special AKA.. Elle est la chanteuse principale sur le single des Beatmasters de 1989, Warm Love,  qui est inclus sur leur premier album Anywayawanna (en).
Elle assure également le chant principal sur la chanson Deeper Into Harmony sur l'album des Beatmasters de 1992, Life & Soul. Elle fait partie du trio féminin de choristes chœurs sur la tournée The Division Bell Tour (en) de Pink Floyd et sur le DVD et le CD Pulse qui suivent.  Elle tourne également avec Robbie Williams et participe aux chœurs sur son album Sing When You're Winning. Elle est aussi choriste de Joe Cocker lors de son concert à Londres en 2002 avec le guitariste invité Brian May.

## Mort
Claudia Fontaine meurt le 13 mars 2018, à l'âge de 57 ans. 

## Filmographie
- Pouls (1994)
- Showgirls (1995)
- Peacetour, Eurythmics (en) (2000)
- David Gilmour in Concert (2002)
- Alfie (2004)

## Discographie
- Beat Surrender (en) (single) – The Jam (1982)
- Punch the Clock – Elvis Costello & the Attractions (1983)
- Battle Hymns For Children Singing (en) – Haysi Fantayzee (en) (1983)
- In the Studio (en) – The Specials (1984)
- How Men Are (en) – Heaven 17 (1984)
- Dream into Action (en) – Howard Jones (1985)
- Despite Straight Lines (en) – Marilyn (en) (1985)
- People (en) – Hothouse Flowers (1988)
- Warm Love (single) – Beatmasters (1989)
- Bonafide – Maxi Priest (1990)
- Love: And a Million Other Things – Claudia Brücken (1991)
- Mothers Heaven – Texas (1991)
- Schubert Dip (en) – EMF (1991)
- Play (en) – Squeeze (1991)
- Deeper into Harmony – Beatmasters (1992)
- Can't Do Both – Tim Finn (en) (1993)
- Funky Little Demons – The Wolfgang Press(1994)
- Pulse – Pink Floyd (1995)
- Frestonia (en) – Aztec Camera (1995)
- Across from Midnight (en) – Joe Cocker (1997)
- Jealous God – Nathan Larson (2001)
- Studio 150 (en) - Paul Weller (2004)